# Вэнь-хоу (царство Цзинь, эпоха Чуньцю)
Цзиньский Вэнь-хоу (晉文侯) — одиннадцатый правитель царства Цзинь в эпоху Чуньцю по имени Цзи Чоу (姬仇). Старший сын Му-хоу. Должен был наследовать престол после отца, если бы не младший брат Му-хоу — Шан-шу, захвативший власть и провозгласивший себя правителем. Вэнь-хоу пришлось бежать, но через четыре года он напал на Шан-шу, убил его и сам встал у власти. Правил 35 лет (781 до н. э. — 746 до н. э.). После смерти Вэн-хоу, престол наследовал его сын Чжао-хоу.